# Conversão (religião)
A conversão religiosa ou simplesmente conversão (do latim conversione) é a adoção de uma nova identidade religiosa. A conversão não ocorre apenas de uma religião para outra, mas também entre diferentes setores de uma mesma religião, como dentro das diferentes denominações cristãs, por exemplo..

## Atitude das religiões frente à conversão
Dentre as religiões com maior número de adeptos, o cristianismo e o islamismo são as que mais enfatizam a conversão de pessoas. O budismo promoveu a conversão de pessoas no passado: hoje, exibe níveis apenas modestos de atividade missionária. O judaísmo permite a conversão de novos adeptos, mas não a encoraja.

## Conversão ao Cristianismo
Os primeiros conversos ao Cristianismo foram os discípulos de Jesus, ou seja, os onze apóstolos mais o substituto de Judas Iscariotes - Matias, que juntamente com os outros seguidores de Jesus, romperam com o Judaísmo e passaram a seguir a mensagem do Evangelho, ou as Boas Novas do Evangelho de Cristo, o Nazareno, Boas Novas que seria então a alegre proclamação e afirmação da vitória de Jesus Cristo sobre o pecado e a morte e a chegada do seu Reino, que seria espalhado no mundo pela Igreja que proclamaria que o filho de Deus se tornou homem, sofreu a morte na Cruz para a  libertação de nossos pecados e da morte eterna, ressuscitou dos mortos ao terceiro dia, e nos enviou o seu Espírito Santo   a todos os que exercem fé nele,  em Jesus Cristo, crendo na sua Palavra e vivendo conforme uma nova criação.

## Conversão ao Cristianismo - As primeiras Igrejas
Nesse cenário do surgimento dessa nova mensagem entre o povo judeu, ou seja, dos seguidores de Jesus Cristo, que seguiam levando a mensagem do evangelho, dando destaque a ressurreição de Cristo e o advento de uma nova aliança mediante a sua morte na Cruz, o número de discípulos de Jesus crescia a cada dia, e os mesmos convocavam a todos que se arrependesse dos seus pecados e aceitassem a Jesus como o único Mediador entre Deus e os homens, e desta forma também receberiam o Espírito Santo, que transformaria as suas vidas, passando a viver para Cristo e em comunhão com os outros que se converteriam ao mensagem do evangelho, denominados “irmãos”, que passariam a ter momentos em comunidade, surgindo as primeiras reuniões destes novos conversos, ou seja, o surgimento das primeiras Igrejas Cristãs.

## Conversão ao Cristianismo - As primeiras perseguições e os Gentios
As autoridades Judaicas, ao perceberem a expansão do Cristianismo, começam um movimento de repressão aos que professavam ser do Caminho, ou seja, seguidores de Jesus Cristo, e neste momento surge um Judeu, de nome Saulo, de grande influência entre as Autoridades Judaicas, pertencente à grupo dos fariseus, que passa a perseguir a todos que confessassem seguir a Cristo, colocando muitos deles em prisão e mesmo participando do julgamento e morte destes seguidores do Evangelho. Nesse contexto, aqueles que haviam se convertido ao evangelho passam a se espalhar pelas diversas regiões, ocorrendo ao contrário do que era buscado por seus perseguidores, a expansão da mensagem das Boas Novas ou boas notícias de que a Jesus ressuscitou, inclusive aos gentios, ou seja daqueles que não eram judeus de nascimento.

## Conversão ao Cristianismo - O Apóstolo Paulo

"A conversão de são Paulo", pintura de Caravaggio de 1600

“Tendo a Escritura previsto que Deus havia de justificar  pela fé os gentios, anunciou primeiro o evangelho a Abraão, dizendo: Todas as nações  serão benditas em ti”, escreveu o Apóstolo Paulo em sua carta  a Igreja em Gálatas(Gl 3.8). O Apóstolo Paulo, certamente foi um dos maiores responsáveis por propagar as Boas Novas da Salvação em Jesus aos Gentios, ou seja, para aqueles que não eram judeus. Ele que antes se chamava Saulo, era um ferrenho perseguidor dos seguidores de Jesus, mas em uma viagem a Damasco, onde pretendia reprimir o crescimento do Evangelho, sobrenaturalmente tem um encontro com Jesus, que o indaga a respeito porque ele o persegue, e neste momento, Saulo se converte A Jesus, tendo o nome mudado por Jesus para Paulo, vindo a se tornar o Apóstolo dos Gentios.